# Велд
Велд (на нидерландски: veld – „поле“) е названието на обширно сухо плато, покрито с ксерофитни треви и храсти, в Южна Африка, на запад от Драконовите планини, простиращо се на териториите на Република Южна Африка, Лесото и Есватини, приблизително между 23 и 31° ю.ш. и между 22 и 31° и.д. Цялото плато образува серия от стъпала (Висок Велд, Среден Велд, Храстов Велд и Нисък Велд), понижаващи се на северозапад към падината Калахари и на север към долината на река Лимпопо.
- Висок Велд е най-високата част на платото, разположен между Оранжевата река (на югоизток, юг и югозапад) и десният ѝ приток Ваал (на северозапад и север). Надморската му височина варира от 2000 m на североизток до 1200 m на югозапад. Изграден е от хоризонтално залягащи пясъчници и шисти от геоложката серия „Кару“. Почти повсеместно е покрит с тревиста растителност с височина до 1 m. В най-издигната част на север, в планината Витватерсранд (1916 m) се намират най-важните в РЮА находища на злато и уран.[1]
- Среден Велд е разположен между река Ваал (на юг) и горното течение на река Олифантс на север. Неговата надморска височина е между 1500 и 1000 m и има много сходен с Висок Велд геоложки строеж. Западните му части са покрити с ксерофитни храсти, а на изток – от тревиста растителност. В района на град Кимберли се намират най-големите в света находища на диаманти.[1]
- Храстов Велд е разположен северно от Претория и носи названието Бушвелд. Неговата надморска височина е около 900 m, изграден е от вулканични скали и е покрит предимно с бодливи храсти от вида на акациите.[1]
- Нисък Велд е разположен между Храстовия Велд на юг и долината на река Лимпопо на север. Неговата надморска височина е между 800 и 300 m и представлява почти равна повърхност с докамбрийски кристалинен фундамент. Зает е от савани с баобаби и дървета „мопане“.[1]